# Pol Esteve
Pol Esteve Castelló (Barcelona, 1981) es un arquitecto, investigador, artista y profesor universitario español.

## Biografía
Pol Esteve es licenciado en Arquitectura por la Escuela Técnica Superior de Arquitectura de Barcelona de la Universidad Politécnica de Cataluña, máster en Historia y Pensamiento Crítico por la Architectural Association School of Architecture (AA School of Architecture) británica y doctorando en University College de Londres.
Es cofundador de la plataforma de producción arquitectónica GOIG establecida entre Londres y Barcelona y profesor en el Departamento de Historia y Teoría y en el Departamento de Proyectos de la AA School of Architecture y profesor visitante en el Royal College of Art de Londres y en el Central Saint Martins Con anterioridad colaboró en el departamento de arquitectura del Museo de Arte Contemporáneo de Barcelona (MACBA), así como con Olga Subirós y Enric Ruiz-Geli en Barcelona y con François Roche en París. Su trabajo de investigación se mueve en torno a la arquitectura, el espacio y la tecnología, la función de determinadas formas arquitectónicas según el contexto social, así como el espacio público destinado al uso exclusivamente individual dentro de una ciudad como Barcelona. Sus obras se han expuesto en el Centro de Cultura Contemporánea de Barcelona, en Matadero Madrid, en Villa Noailles o en Vitra Design Museum; y sus trabajos se han publicado en revistas como Arch +, Migrant Journal o PIN UP Magazine.
Pol Esteve ha ganado distintos premios en el ámbito del arte contemporáneo como el Miquel Casablancas o el  BCN Producció.